# Hugo Stiglitz

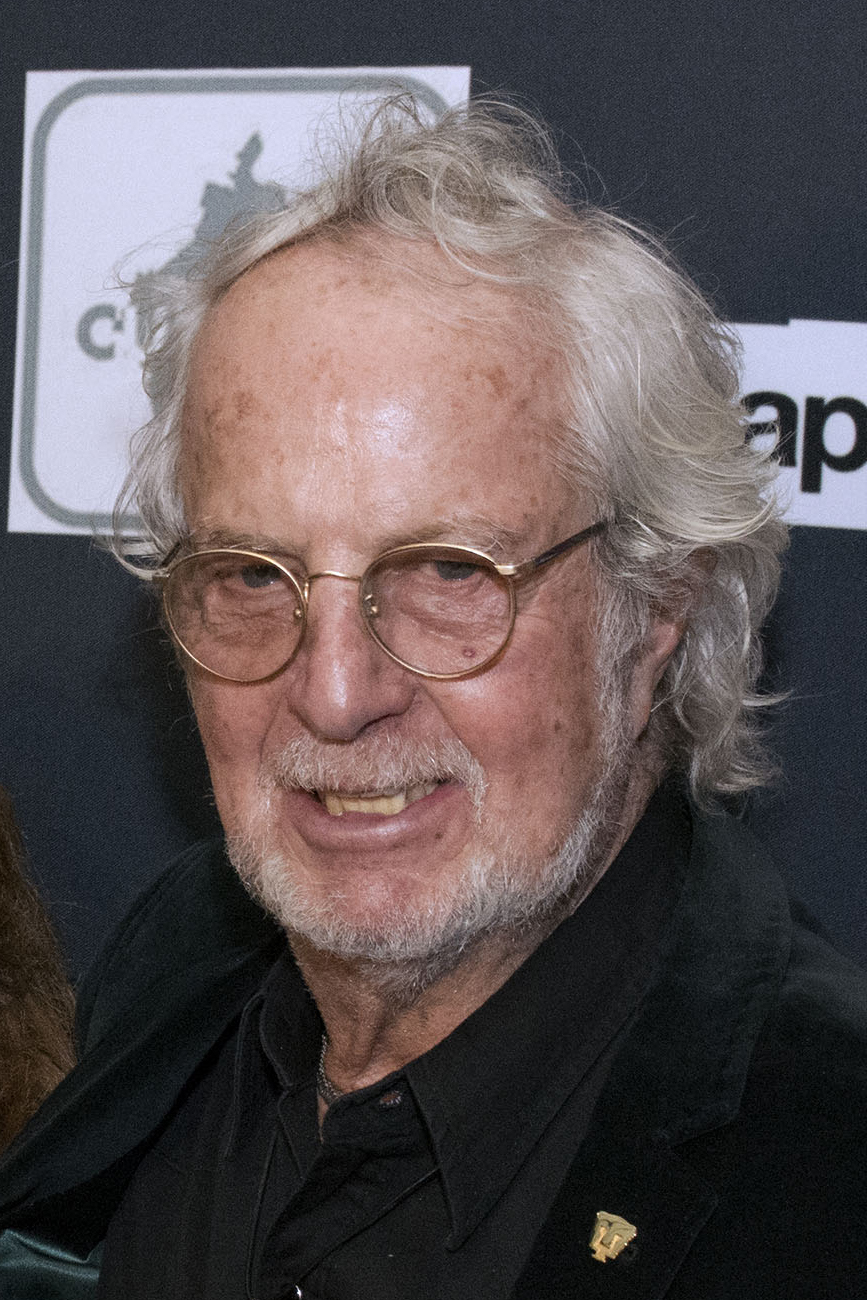
Hugo Stiglitz, 2017

Hugo Stiglitz (auch Hugo Stieglitz; * 28. August 1940 in Mexiko-Stadt) ist ein mexikanischer Schauspieler, Filmregisseur, Produzent und Drehbuchautor.

## Leben
Als Schauspieler war er ein Star in den 1970er und 1980er Jahren in Mexiko und war ein bevorzugter Akteur der Cardona-Regisseur-Familie (René Cardona sr. und René Cardona jr.) in deren actionlastigen Abenteuer- und Horrorfilmen. Er drehte auch mehrere Filme in Hollywood (Unter dem Vulkan) und Italien (Großangriff der Zombies). Seine Filmografie listet über 270 Filme und Fernsehengagements als Schauspieler. Seit Ende der 1990er Jahre ist er meist in preisgünstiger Direct-to-Video-Ware zu sehen.
Mehrfach führte er auch Regie; daneben produzierte er mehrere seiner Filme und war als eigener Drehbuchautor tätig.
Der Regisseur Quentin Tarantino benannte den fiktiven und von Til Schweiger verkörperten desertierten österreichischen Feldwebel der Wehrmacht in seinem Film Inglourious Basterds nach ihm.

## Filmografie (Auswahl)
Schauspieler
- 1969: Las ferias
- 1970: Robinson Crusoe und der Tiger (Robinson Crusoe)
- 1972: Die Rache der 1000 Katzen (La noche de los mil gatos)
- 1975: Phantastische Reise im Ballon (Viaje fantástico en globo)
- 1975: Trommeln über dem Sklavencamp (El valle de los miserables)
- 1976: Der weiße Sohn des Gorillas (El rey de los gorilas)
- 1976: Überleben (Los supervivientes de los Andes)
- 1977: Die kleinen Privilegien (Los pequenos privilegios)
- 1977: SOS-SOS-SOS Bermuda-Dreieck (Il triangolo delle Bermude)
- 1977: Tintorera – Meeresungeheuer greifen an (¡Tintorera!)
- 1978: Tornado (Ciclone)
- 1979: Guayana – Kult der Verdammten (Guyana, el crimen del siglo)
- 1980: Großangriff der Zombies (Incubo sulla città contaminata)
- 1980: Panik im Casino (Black Jack)
- 1980: Die Qual der Geiseln (Traficantes del panico)
- 1984: Die Killermaschine (Goma-2)
- 1984: Unter dem Vulkan (Under the Vulcano)
- 1985: Friedhof des Satans (Cementerio del terror)
- 1985: Das Geheimnis der blauen Diamanten (El tesoro del Amazonas)
- 1987: The Scorpio Force (Policía judicial federal)
- 1988: Eine Frau kennt keine Gnade (El placer de la venganza)
- 1990: Der Wal aus dem Weltall (Keiko en peligro) (& Drehbuch, Produktion)
- 2007: To Kill a Killer (Para matar a un asesino)

Regie
- 1987: Sueño de Tony
- 1993: Obligado a matar (& Produktion)
- 1993: Frontera Sur
- 1995: El arrecife de los Alacranes (& Produktion)
- 1999: Sonora y sus ojos negros (& Drehbuch)
- 2001: Comisario ejidal (& Drehbuch)
- 2004: Animales en peligro (& Drehbuch)